# Deltonotus hainanensis
Deltonotus hainanensis är en insektsart som beskrevs av Zheng, Z. och Liang 1985. Deltonotus hainanensis ingår i släktet Deltonotus och familjen torngräshoppor. Inga underarter finns listade i Catalogue of Life.